# Santuario di Nostra Signora della Guardia (Alassio)
Il santuario di Nostra Signora della Guardia è un luogo di culto cattolico situato sulla vetta più alta del crinale del monte Tirasso nel comune di Alassio, in provincia di Savona. La chiesa è ubicata a 586 metri s.l.m., in posizione dominante sulla cittadina alassina e sul suo golfo. Il santuario fa parte della diocesi di Albenga-Imperia.

## Storia

L'interno del santuario

Secondo una tradizione popolare, presso l'antico e preesistente castello-torre di guardia costruita nell'Alto Medioevo dal Comune di Albenga per la difesa delle sottostanti vallate, vi fu eretta nel luogo dove oggi sorge l'attuale santuario una primitiva cappella. Il piccolo tempio votivo fu voluto soprattutto dai marinai e dagli abitanti stessi di Alassio, guidati dalla comunità dei benedettini, che nel 1100 - o più probabilmente nel 1200 - edificarono tale edificio intitolandolo alla Stella Maris, invocata dalla gente che navigava per mare.
Il successivo appellativo verso la Madonna della Guardia deriverebbe dal castello romano costruito a guardia del golfo di Alassio. A seguito dei frequenti pellegrinaggi, sia dalla riviera sia dai villaggi delle valli adiacenti quali Merula, Arroscia, Lerrone, fu deciso di ampliare nel Seicento l'antico sacello. Nella costruzione furono in parte impiegate le stesse pietre dell'antica torre di guardia.
Altri ampliamenti furono eseguiti tra il 1855 e il 1898 dai successivi parroci di Alassio e altri interventi si susseguiranno nel decennio tra il 1950 e il 1960, fortemente voluti dal rettore monsignor Innocente De Ferrari che considerava il santuario della Guardia il "polmone spirituale" della chiesa locale. Fu in quest'ultimo restauro che furono cancellati i resti dell'antico castrum romano, ancora ben visibili in fotografie del 1915.

## Descrizione

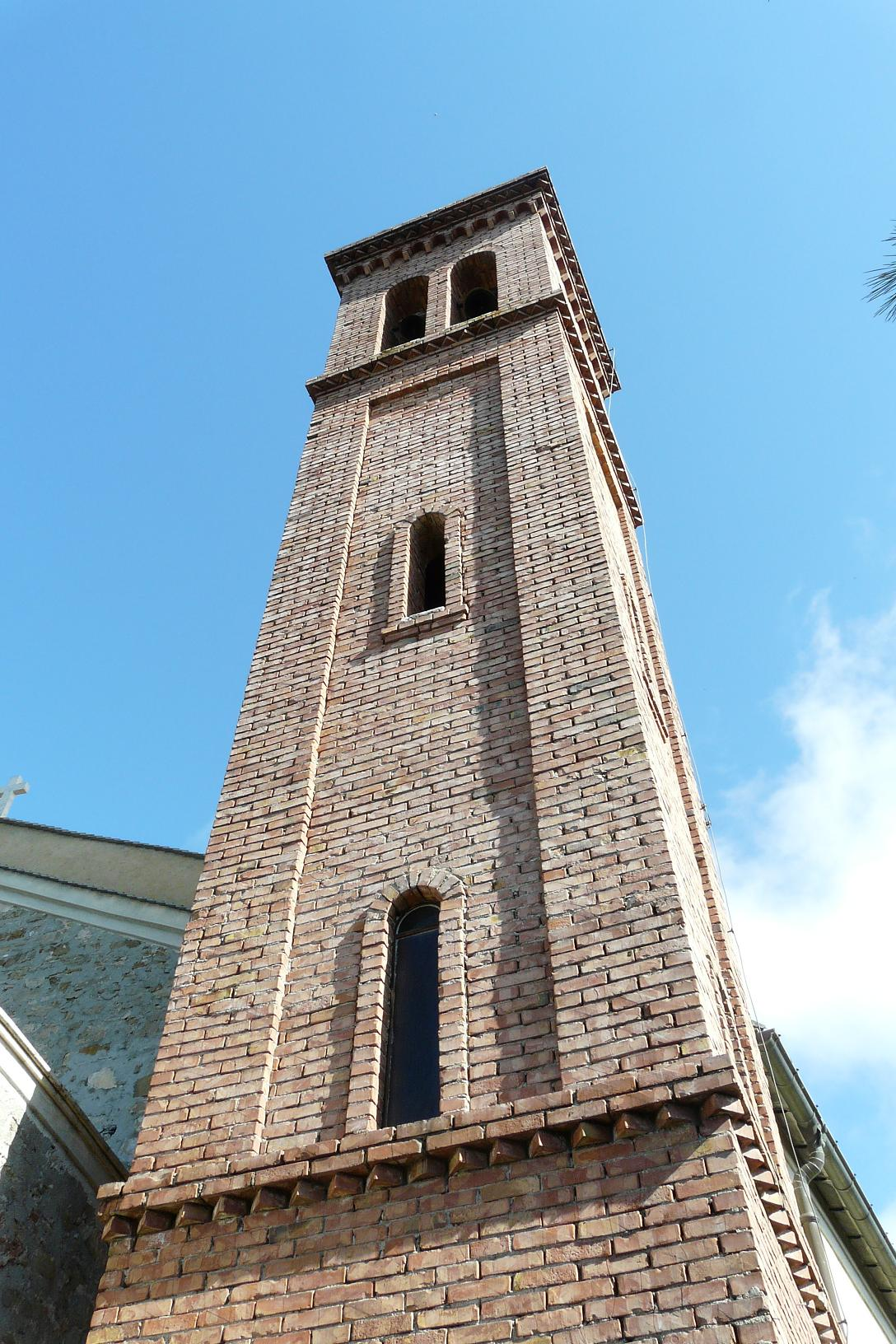
Particolare del campanile

La struttura architettonica e il suo interno presentano uno stile del XVII secolo e diviso in tre navate con pilastri laterali. All'interno sono esposti alcuni ex voto donati dai fedeli, secondo la credenza religiosa, per grazie ricevute e la maggior parte di essi sono ispirate a vicende legate alla vita marinara.
Durante l'ampliamento del Settecento furono donate da Marcellino Brea e Giovanni Battista Rossano - "massari" e notai alassini - diverse statue raffiguranti la Vergine Maria e angeli, nonché un'immagine ritraente Gesù che ascende al cielo.
All'interno della cappella della navata di sinistra è presente un gruppo ligneo della Madonna della Guardia, richiamante l'apparizione avvenuta nel 1490 presso il monte Figogna tra Genova e Ceranesi. La volta della navata centrale è stata affrescata dal pittore Virginio Grana di Genova tra il 1859 e il 1860.
La navata di destra ospita un pregevole organo realizzato da Beniamino Giribaldi.